# Eiterfeld
Eiterfeld – miejscowość i gmina w Niemczech, w kraju związkowym Hesja, w rejencji Kassel, w powiecie Fulda.

## Współpraca
Miejscowość partnerska:
- Dermbach, Turyngia